# Louis Preller

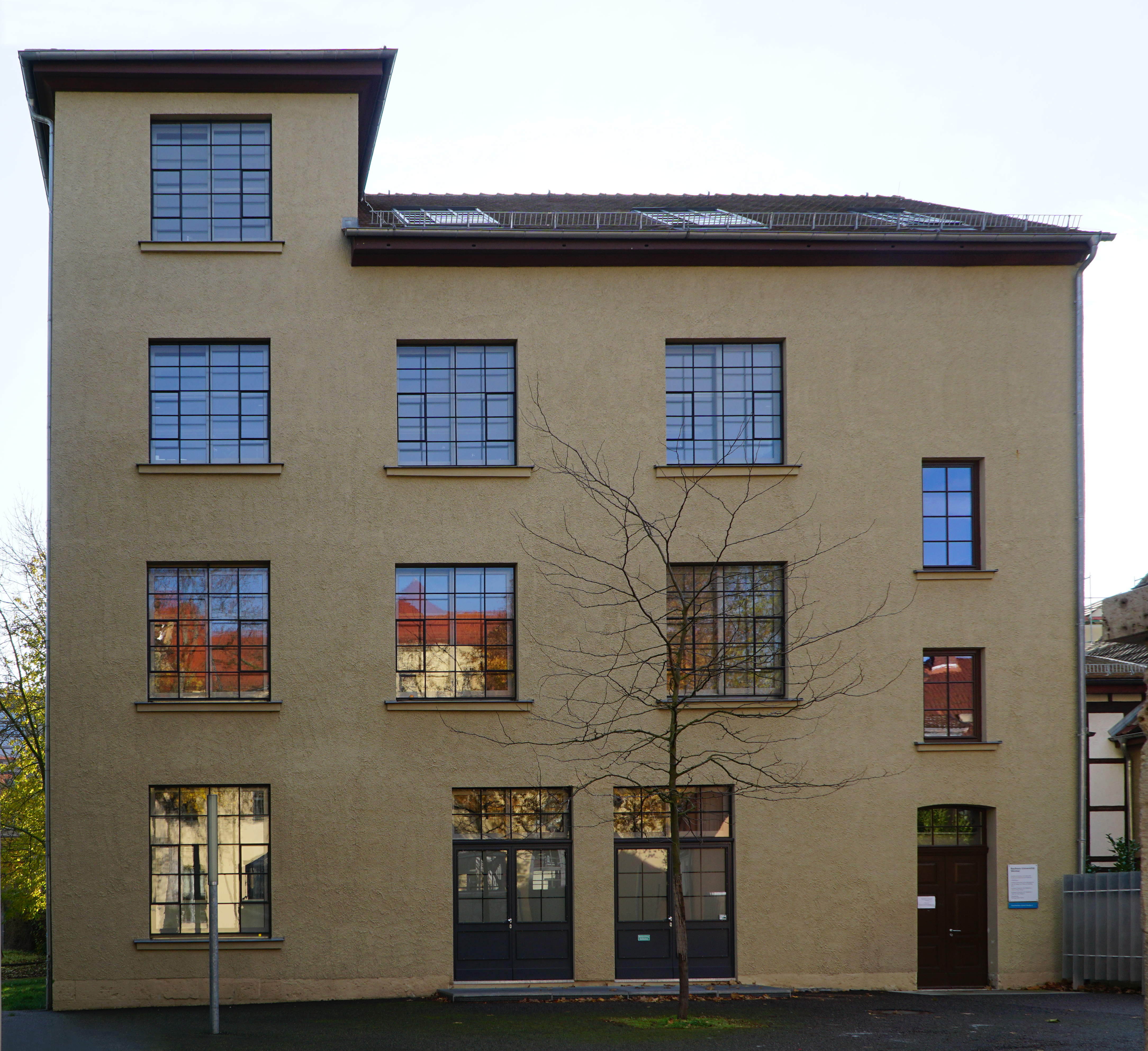
Nach Louis Preller benannt: Prellerhaus in Weimar, Geschwister-Scholl-Straße 6.

Carl August Louis Preller auch Karl August Louis (lt. Stammbaum), später auch: Ludwig (* 17. März 1822 in Eisenberg, Sachsen-Altenburg; † 9. Mai 1901 in Weimar) war ein deutscher Marine- und Landschaftsmaler sowie Illustrator. Er ist der Erbauer des  nach ihm benannten Atelierhauses in Weimar.

## Leben
Preller, das fünfte von neun Kindern des Schuhmachers Georg Carl Gottfried Preller und seiner Ehefrau Christiana Rosina Maria geb. Fischer, erlernte die Porzellanmalerei in seiner Geburtsstadt Eisenberg. Ab 1838 war er Schüler von Friedrich Preller dem Älteren (1804–1878), einem entfernten Verwandten, an der Großherzoglichen Kunstschule in Weimar. - Von 1855 bis 1864 war er vor allem in Varel (Friesland) und kurzzeitig auch in Jever, zwei kleinen Residenzstädten im Norden des Großherzogtums Oldenburg, tätig. Sehr wahrscheinlich wurde der Kontakt Louis Prellers nach Friesland und ins Jeverland von Friedrich Preller d. Ä. vermittelt, der seit den 1840er Jahren Verbindungen zu Vareler Bürgern hatte und mehrere Studienreisen nach Friesland unternahm, davon mindestens eine (1855) zusammen mit seinem Sohn Friedrich d. J.(1838–1901).
Preller, der um 1860 auch in Leipzig tätig war, ließ sich um 1870 in Weimar nieder. In Leipzig war er ein Schüler Gustav Jägers. Seine Werke wurden in Ausstellungen in Bern, Breslau (1875), Danzig (1874), Hamburg, Konstanz, Oldenburg, Karlsruhe, Thorn (1876, 1878) und Weimar gezeigt. Die in Leipzig erscheinende Illustrirte Zeitung veröffentlichte in den 1850er und 1860er Jahren eine Reihe von Zeichnungen Louis Prellers, die häufig Volksbräuche und Landschaftsszenen, u. a. aus dem Oldenburger Land, darstellen. Auf der Weltausstellung 1873 in Wien war Louis Preller mit zwei Landschaftsgemälden vertreten. Auch auf der Weltausstellung 1876 in Philadelphia (USA) wurden zwei seiner Werke gezeigt.

## Werke (Auswahl)
- Ansicht von Heppens und der Jade
- Baumgruppe vor einem Hünengrabe

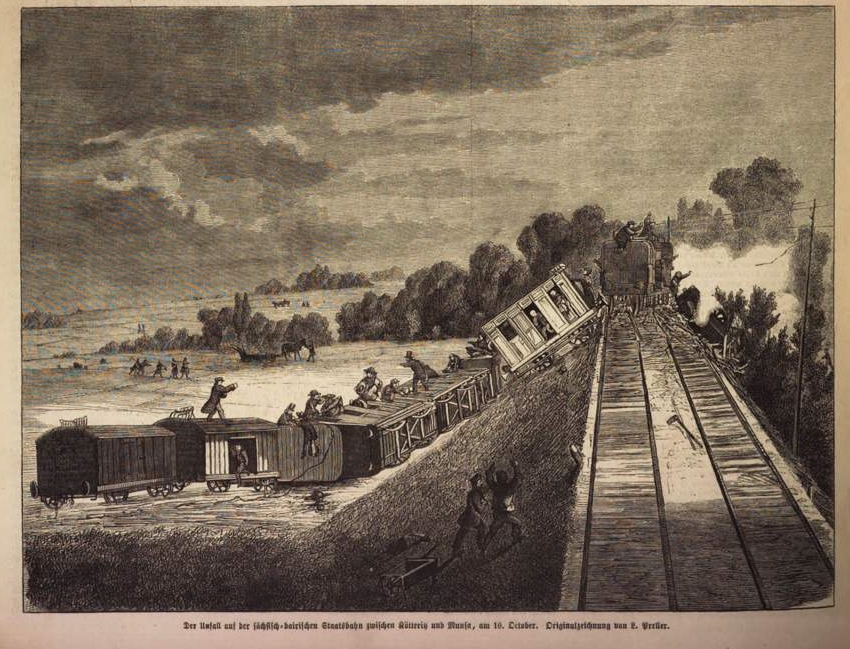
Der Unfall auf der sächsisch-bairischen Staatsbahn zwischen Kötteritz und Munsa, 1864 (Holzstich)

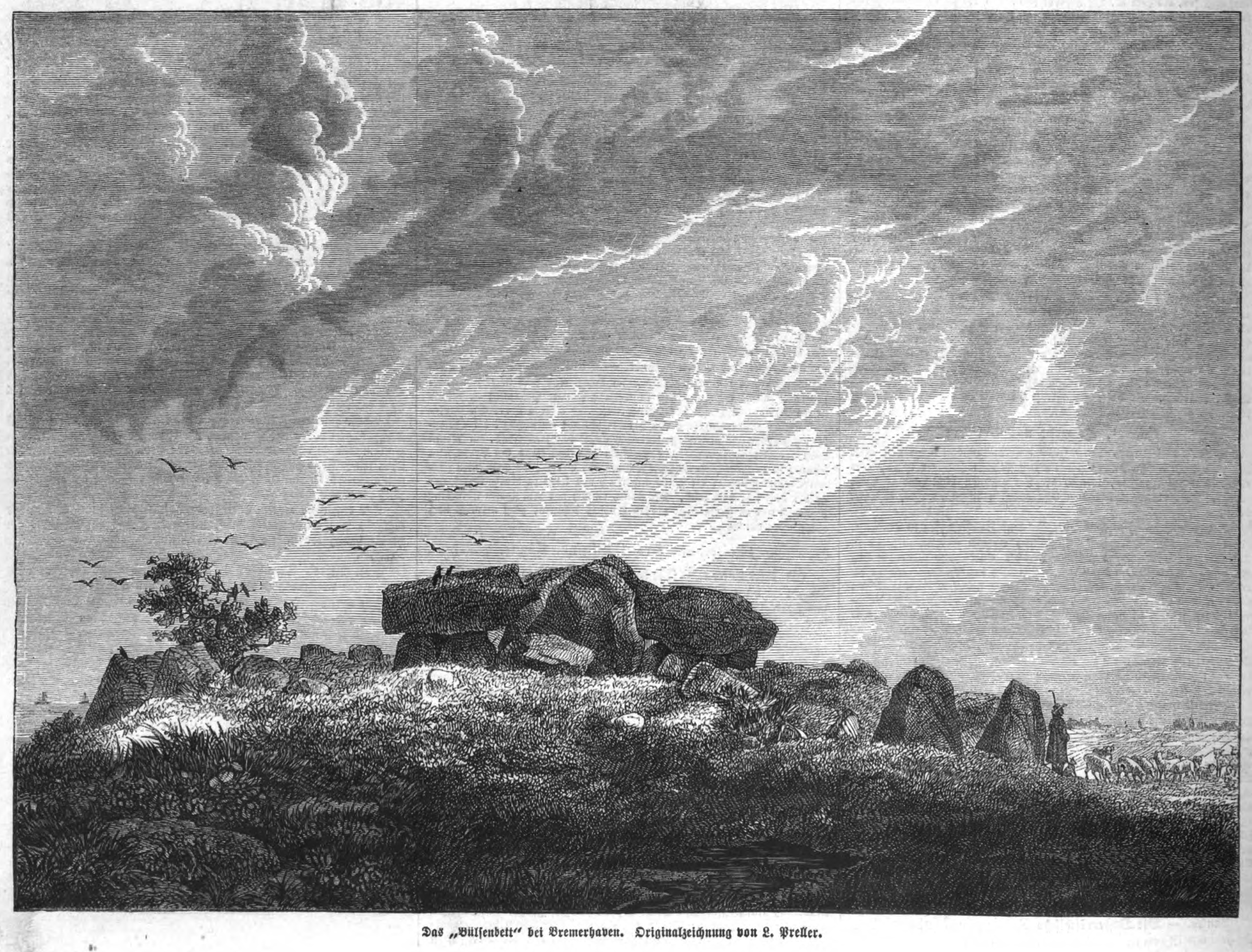
Das Großsteingrab Bülzenbett bei Bremerhaven

- Das Großsteingrab Bülzenbett bei Bremerhaven, Holzstich 1866
- Der Unfall auf der |sächsisch-bairischen Staatsbahn zwischen Kötteritz und Munsa, Holzstich, 1864
- Die Wolfsschlucht im Neuenburger Urwald
- Ein Wald in Thüringen
- Goethes Gartenhaus in Weimar, Ölgemälde, o. J.
- Heringsfang an der Nordseeküste
- Schellfischfang an der Nordseeküste, Handzeichnung[13]
- Moorbrennen im Oldenburgischen, Zeichnung, um 1865[14]
- Klootschießen, eine Winterbelustigung in friesischen Gegenden, um 1865[15]
- Rettungsboot an der Küste Norwegens
- Herbstmorgen im Wald
- Landschaft aus dem Jeverland
- Nebel an der Nordküste Norwegens[16]
- Preußische Einquartierung in einem ostfriesischen Bauernhaus, Holzstich, 1866
- Reiherforst im Walde Stühe im Oldenburgischen, Holzstich, 1865
- Nach dem Leben gezeichnete männliche Akte[17]
- Varel und Umgebung, Lithographie aus neun einzelnen Bildern („Vareler Bilderbogen“), um 1860
- Windbruch im Forste bei Berka, 1868[18]
- Wallfahrer im Bayrischen Gebirge, um 1877